# Santa Fe (Cebu)
Santa Fe (Bayan ng Santa Fe) är en kommun i Filippinerna. Kommunen tillhör provinsen Cebu och ligger på ön med samma namn. Folkmängden uppgår till 22 956 invånare.
Santa Fe är indelat i 10 barangayer.

## Bildgalleri

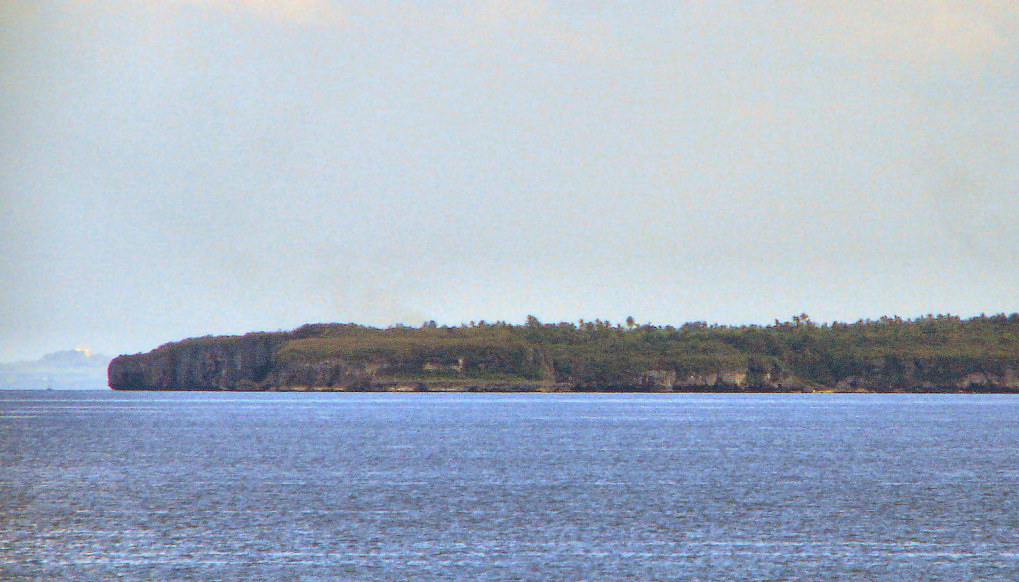
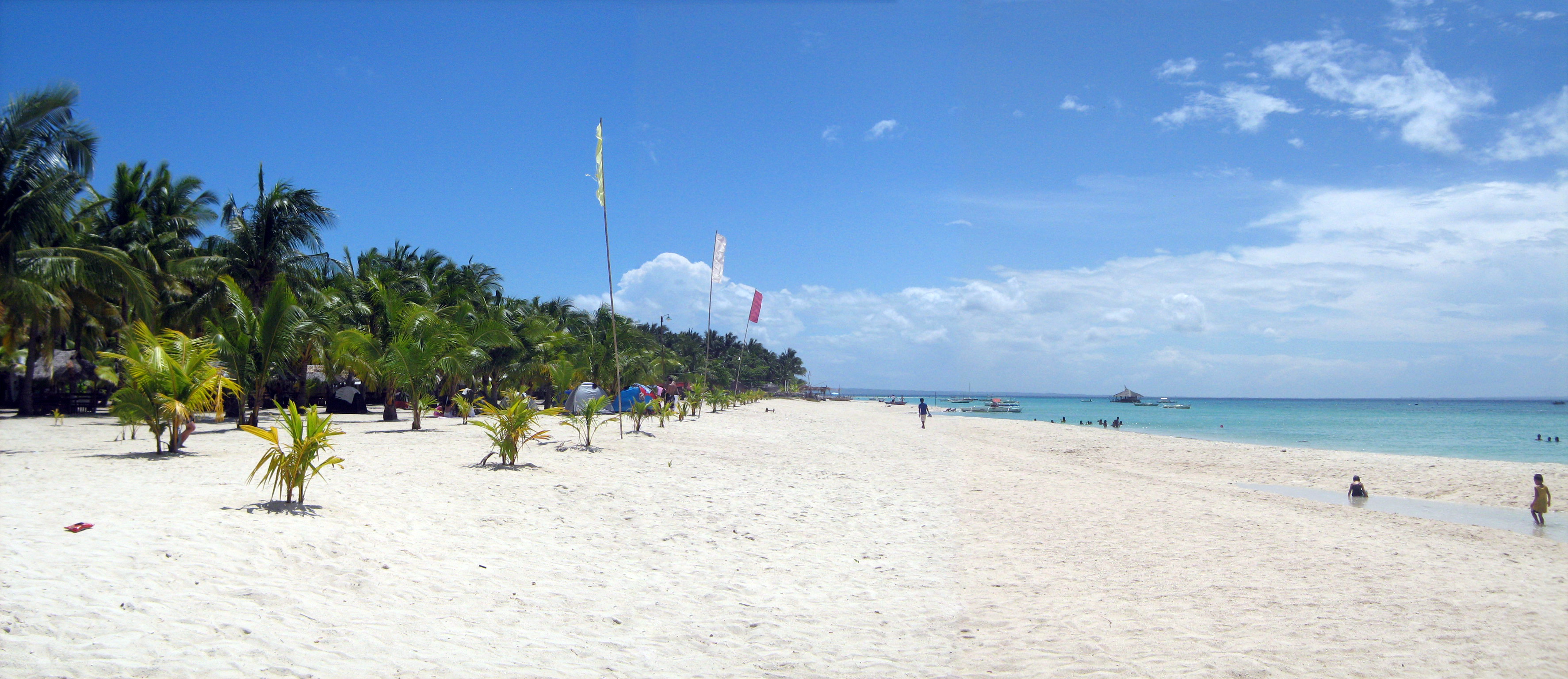
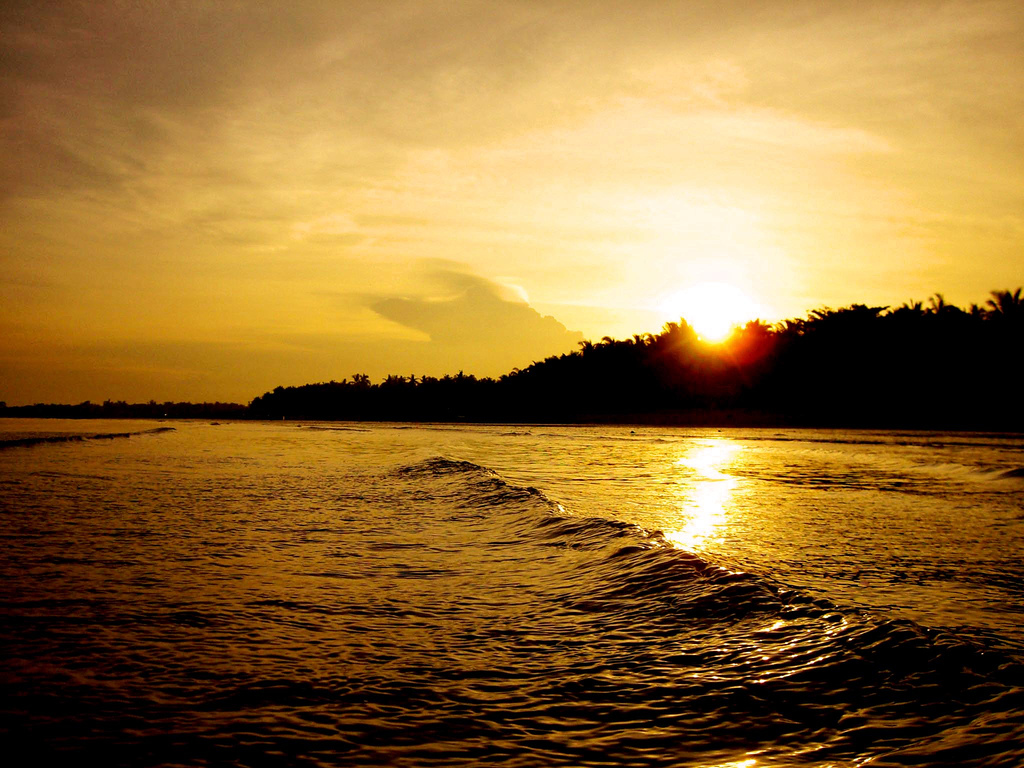